# Artemy Lebedev

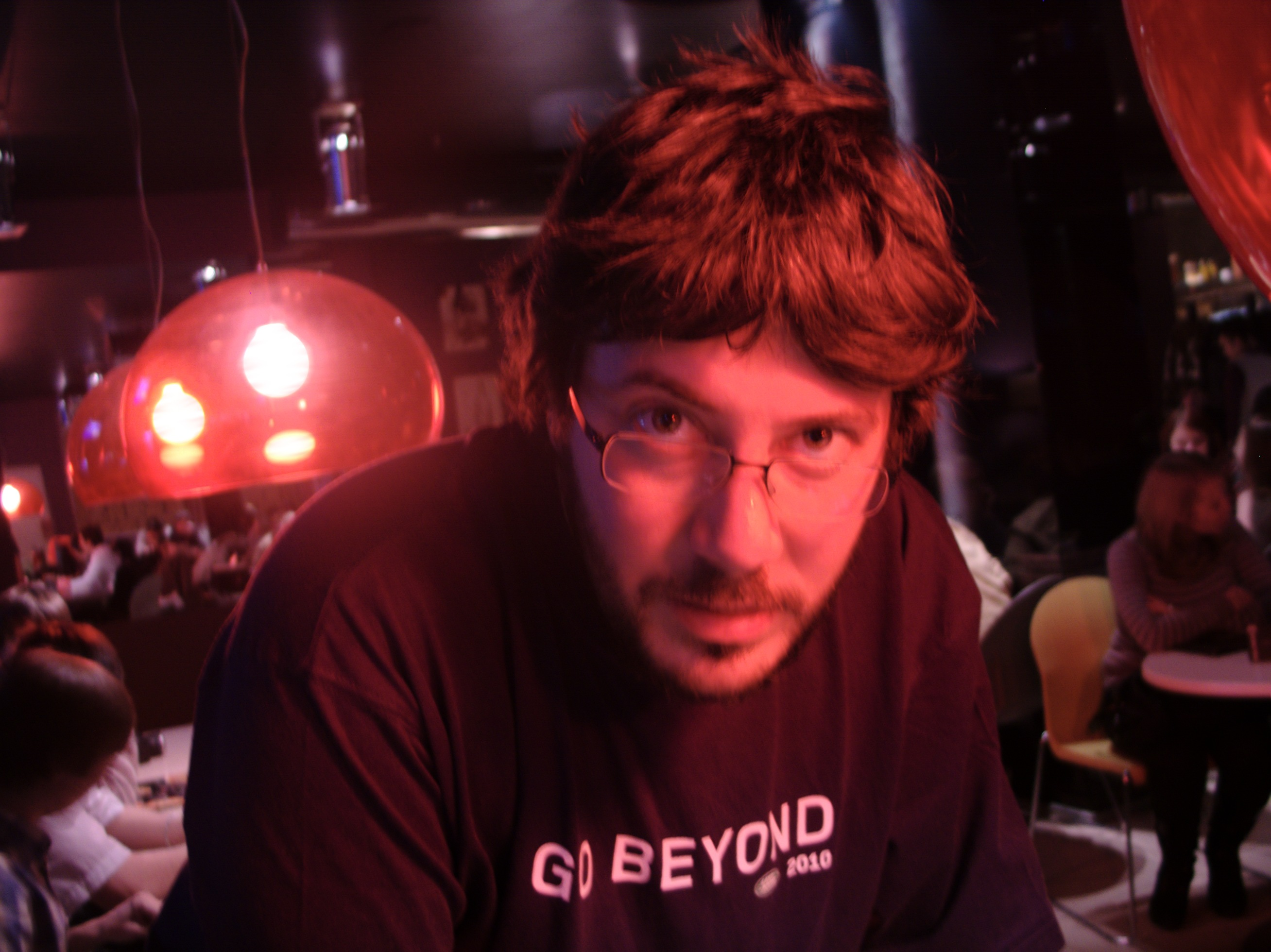
Artemy Lebedev em Krasnoyarsk

Artemy Lebedev (Moscou, 13 de fevereiro de 1975) é um designer e empresário russo. Ele é o fundador da empresa de design Art. Lebedev Studio. Ele também é um ávido blogueiro, conhecido por suas opiniões bastante provocativas e uso frequente de linguagem obscena.
Lebedev é filho do escritor e intelectual público Tatyana Tolstaya e membro da família aristocrática russa de Tolstoi. Após um ano de estudos na Parkville High School, ele retornou a Moscou, onde se formou na Moscow State School 57. Ele se matriculou na Universidade Estadual de Moscou, mas desistiu durante seu segundo ano. Ele passou os anos seguintes trabalhando em alguns estúdios de design até 1995, quando fundou sua própria empresa, Art. Lebedev Studio, conhecido fora da Rússia por criar produtos como o teclado Optimus Maximus.
Segundo a The Best Traveled Master List, Lebedev é uma das poucas pessoas no mundo e o único russo que viajou para cada um dos 193 países do mundo.